# پنج‌گانه

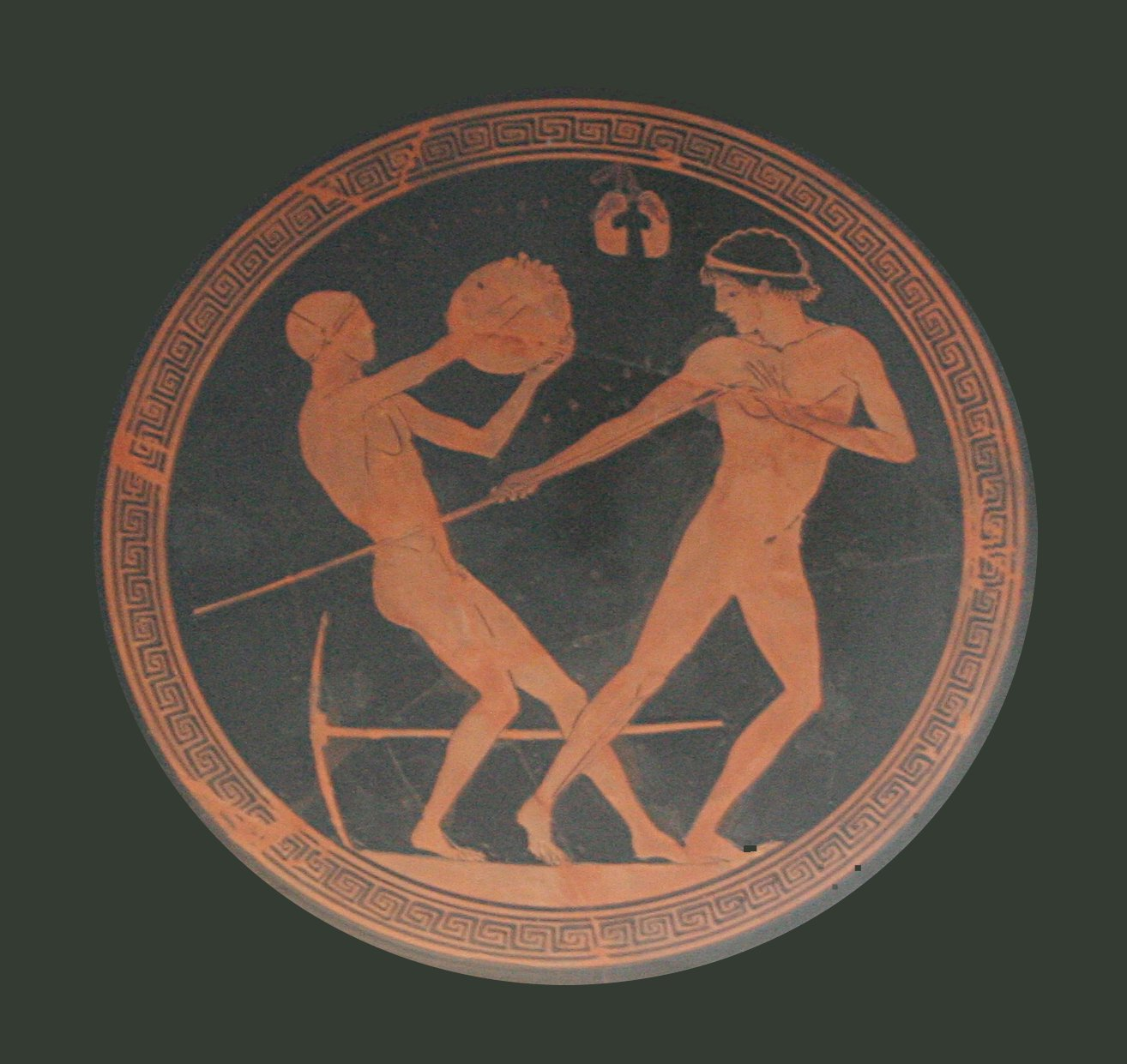
پنج‌گانه اولین بار در یونان باستان ثبت شد و شامل پرتاب دیسک و نیزه بود.

مسابقه پنج‌گانه (یونانی: πένταθλον) ورزشی است که شامل پنج رشتهٔ ورزشی باشد. در بسیاری از زبان‌های معادل یونانی پِنتاثلون برای آن به کار می‌رود که ترکیبی از واژگان pente (پنج) و - athlon (رقابت) است. اولین بازی پنج‌گانه در یونان باستان ثبت شده و بخشی از بازی‌های المپیک باستان بود. آن زمان، پنج مسابقه در طول یک روز برای پنج‌گانه المپیک باستان برگزار می‌کردند که شامل پرش طول، پرتاب نیزه، و پرتاب دیسک و سپس استادیون (پیاده‌روی مسافت کوتاه) و کشتی بود. ورزشکاران پنج‌گانه جزو ماهرترین ورزشکاران در نظر گرفته می‌شدند و آموزش آنها اغلب بخشی از خدمت نظامی بود و تصور می‌شد پنج رشتهٔ مذکور برای افراد در میدان نبرد یا جنگ مفید و کاربردی هستند.
با احیای بازی‌های المپیک در دوران مدرن، مسابقات پنج‌گانه در دو قالب بازگشت. دو و میدانی پنج‌گانه یک نسخ مدرن از مسابقات اصلی بود که رقابت آن بر اساس پنج رشتهٔ دو و میدانی بود. پنج‌گانهٔ مدرن، که آن را پیر دو کوبرتن (پدر بازی‌های المپیک مدرن) اختراع کرد و بر اساس جنبه‌های نظامی پنج‌گانه باستانی آن را احیاء کرد. این برنامه بر مهارت‌های مورد نیاز یک سرباز اواخر قرن نوزدهم میلادی تمرکز داشت و شامل مسابقات تیراندازی، شنا، شمشیربازی، سوارکاری و دویِ کراس کانتری بود. یکی از جنبه‌های برجسته پنج‌گانه مدرن، سیستم امتیازدهی آن است که به موجب آن به هر شرکت‌کننده بر اساس عملکردش در هر رشتهٔ خاص، مقدار مشخصی امتیاز تعلق می‌گیرد. برنده کلی شرکت‌کننده‌ای است که در پایان پنج رویداد پنج‌گانه بیشترین امتیاز را کسب کند.

## تاریخچه

### در المپیک باستان

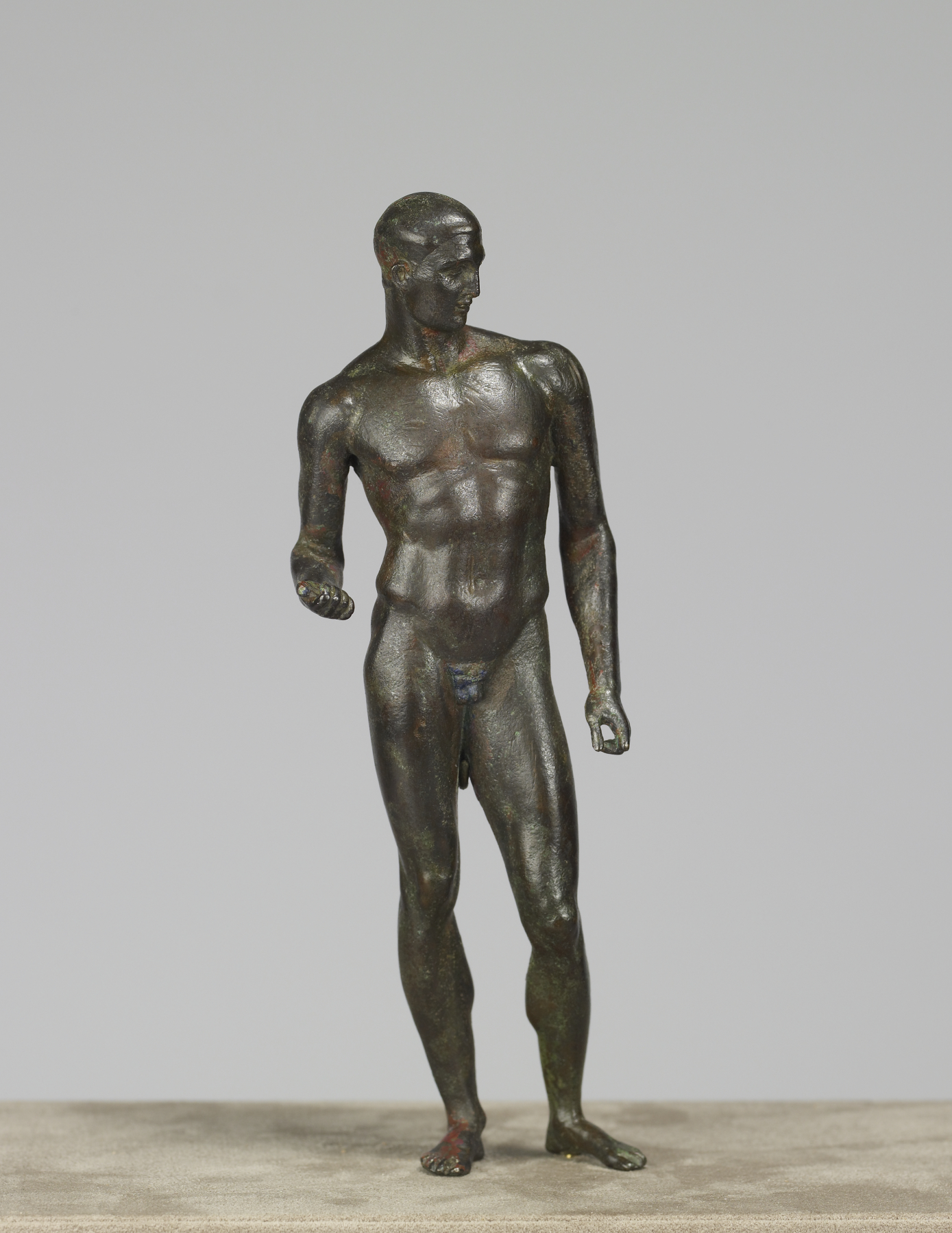
این تصویر از یک ورزشکار پنج‌گانه باستانی مربوط به دوره هلنیستی است، c. قرن ۱ قبل از میلاد موزه هنر والترز، بالتیمور.

اولین پنج‌گانه که در منابع مستند است، مربوط به سال ۷۰۸ قبل از میلاد در یونان باستان و در قالب بازی‌های المپیک باستان رخ داد و همچنین در سایر بازی‌های پان‌هلنیک برگزار می‌شد. این رویداد محبوبیت داشت و شاهد آن تصاویری است که از پنج‌گانه بر سفال‌های یونان باستان نقش بسته‌اند. همچنین در اساطیر یونانی اشاره به این ورزش به چشم می‌خورد. قهرمان اسطوره‌ای پرسئوس با کشتن تصادفی آکریسیوس با دیسک در حین مسابقات پنج‌گانه، پیشگویی یک اوراکل را برآورده کرد. در اسطورهٔ دیگری، جیسون کسی است که به اختراع پنج‌گانه دست یازید و دوستش پلئوس اولین برنده این رویداد پس از پیروزی در کشتی شد. تنوع گسترده مهارت‌های مورد نیاز برای مسابقه به این معنی بود که ورزشکاران پنج‌گانه به‌عنوان الگوهای آرمانی فیزیکی مورد احترام قرار می‌گرفتند: ارسطو در خطابه اظهار داشت: «بدنی که قادر به تحمل همه تلاش‌ها، چه در میدان مسابقه و چه از نظر قدرت بدنی است… به همین دلیل است که ورزشکاران پنج‌گانه زیباترین هستند.» فردیناند بیه برنده مدال طلای المپیک ۱۹۱۲ پس از اتمام رویدادها به آن متن باستانی اشاره کرد.
در المپیک هفتاد و هفتم، مسابقات دو و میدانی معمولاً در تریاگموس (پرش طول، پرتاب نیزه، و پرتاب دیسک)، و پس از آن مسابقه پیاده‌روی در استادیون و کشتی به عنوان رویداد نهایی برگزار می‌شد. برخلاف دو و میدانی مدرن، سه رویداد اول به عنوان رویدادهای فردی خارج از قالب پنج‌گانه ظاهر نشده‌اند. تغییرات دیگر در قالب شامل بوکس یا پانکریشن به جای مسابقه استادیون بودند.

### المپیک مدرن
مسابقات پنج‌گانه به عنوان یک رویداد المپیک در بازی‌های ۱۹۰۶ آتن، شامل پرش طول ایستاده، پرتاب دیسک (سبک باستانی)، پرتاب نیزه، دوی ۱۹۲ متر و مسابقه کشتی فرنگی بازگشت.
بازی‌های المپیک تابستانی ۱۹۱۲ شاهد معرفی دو نوع جدید از پنج‌گانه بود. ابتدا مسابقه پنج‌گانه کلاسیک، که برگرفته از دو و میدانی بود و نوعی از مسابقات پنج‌گانه المپیک باستان بود که شامل پرش طول، پرتاب نیزه، ۲۰۰ متر، پرتاب دیسک و یک مسابقه ۱۵۰۰ متر بود. این مسابقات در بازی‌های المپیک تابستانی ۱۹۲۰ و ۱۹۲۴ برگزار شد اما پس از آن متوقف شد.
دومین نوع از پنج‌گانه که در المپیک ۱۹۱۲ معرفی شد، ورزش پنج‌گانه مدرن بود که توسط پیر دو کوبرتن اختراع شد و از ایده و آرمان المپیک باستانی برای آزمایش مهارت‌های مورد نیاز یک سرباز الگوبرداری شد. این مسابقه از مهارتهای لازم برای یک سرباز ایدئال قرن نوزدهم میلادی، که در خطوط جبههٔ دشمن می‌جنگد، الهام گرفت و شامل شمشیربازی، تیراندازی با تپانچه، شنای آزاد، پرش با اسب نمایشی بر و دوی کراس کانتری بود. شرکت کنندگان بر اساس عملکرد خود در هر رویداد امتیاز می‌گیرند و برنده کسی است که در پایان مسابقه پنجم بیشترین امتیاز را کسب کند. مسابقات انفرادی مردان از سال ۱۹۱۲ در هر بازی المپیک برگزار شده است و رقابت زنان در بازی‌های المپیک تابستانی ۲۰۰۰ معرفی شد. همچنین مسابقات تیمی مردان بین سالهای ۱۹۵۲ تا ۱۹۹۲ برگزار شد.
یک رویداد پنج‌گانه دو و میدانی برای زنان در بازی‌های المپیک تابستانی ۱۹۶۴ در توکیو معرفی شد که شامل دو ۸۰ متر با مانع، پرتاب تیر و پرش ارتفاع در روز اول، سپس پرش طول و دوی ۲۰۰ متر در روز دوم بود. نسخه‌های المپیک تابستانی ۱۹۷۶ و ۱۹۸۰ فرمت را از ۸۰ به ۱۰۰ متر با مانع و ۲۰۰ به ۸۰۰ متر تغییر دادند. این مسابقات در سال ۱۹۸۴ متوقف شد، زمانی که با مسابقات هفت‌گانه جایگزین شد.

## سبک‌ها

### پنج‌گانه باستانی
| رویدادها                 |
| ------------------------ |
| پرش طول                  |
| پرتاب نیزه               |
| پرتاب دیسک به سبک یونانی |
| استادیون                 |
| کشتی                     |

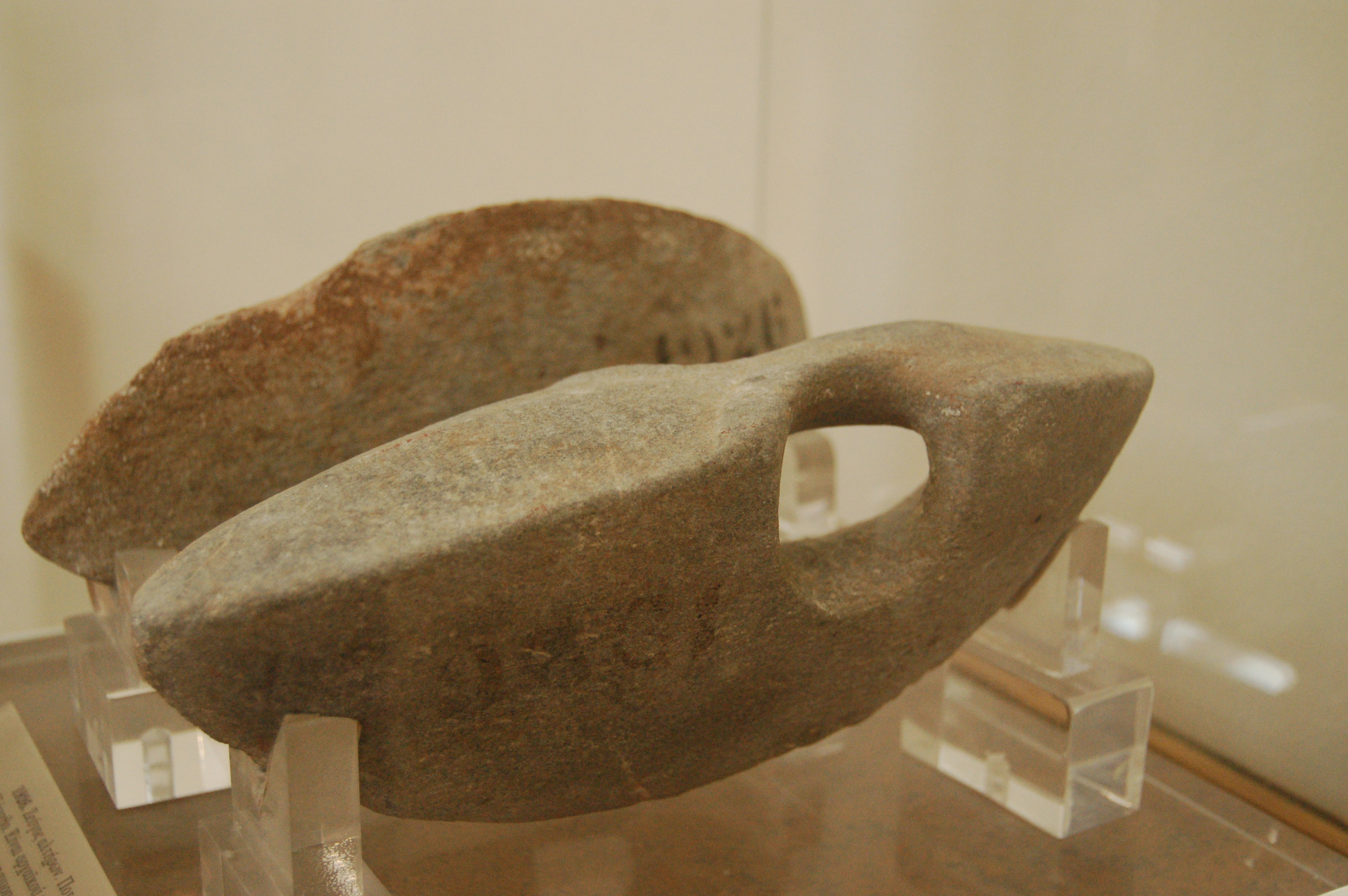
هالترها توسط ورزشکاران در پرش طول باستانی نگه داشته می‌شدند تا خود را بیشتر جلو بیاندازند.

فرمت مسابقات پنج‌گانه المپیک باستان از نظر برنامه و رویدادها متفاوت بود. مسابقات استادون گهگاه با بوکس یا پانکریشن جایگزین می‌شد. پرتاب دیسک به سبک یونانی انجام می‌شد؛ ورزشکاران دیسک را از یک سکوی مشرف و بالاتر از سطح زمین پرتاب می‌کردند. در پرش طول از هالتر کمک می‌گرفتند تا بیشتر به جلو پرت شوند. مسابقه استادیون به‌طور کلی حدود ۱۹۰ متر بود که طول ورزشگاه المپیا است.